# Gangster american
Gangster american  (American Gangster) este un film american biografic și de crimă, produs și regizat de Ridley Scott și scris de Steven Zaillian. Filmul are la bază povestea adevărată a lui Frank Lucas⁠(d).

## Distribuție
- Denzel Washington: Frank Lucas
- Russell Crowe: Richie Roberts
- Chiwetel Ejiofor: Huey Lucas
- Josh Brolin: Detective Trupo
- Lymari Nadal: Eva
- Ted Levine: Lou Toback
- Roger Guenveur Smith: Nate
- John Hawkes: Freddie Spearman
- RZA: Moses Jones
- Yul Vazquez: Alfonse Abruzzo
- Malcolm Goodwin: Jimmy Zee
- Ruby Dee: Mama Lucas[11]
- Ruben Santiago-Hudson: Doc
- Carla Gugino: Laurie Roberts
- John Ortiz: Javier J Rivera
- Cuba Gooding Jr.: Nicky Barnes
- Armand Assante: Dominic Cattano
- Joe Morton: Charlie Williams
- Ritchie Coster: Joey Sadano
- Idris Elba: Tango
- Common: Turner Lucas
- Tip Harris: Stevie Lucas
- Kevin Corrigan: Campizi
- Robert Funaro: McCann
- Jon Polito: Rossi
- KaDee Strickland: Richie's Attorney
- Norman Reedus: Detective in Morgue
- Roger Bart: US Attorney
- Ric Young: Chinese General
- Clarence Williams III: Bumpy Johnson